# Ashmeadiella stevensi
Ashmeadiella stevensi là một loài Hymenoptera trong họ Megachilidae. Loài này được Michener mô tả khoa học năm 1937.